# Гавенгофд
Гавенгофд (нід. Havenhoofd) — село в нідерландській провінції Південна Голландія. Входить до муніципалітету Гуре-Оверфлакке.
Його площа становить 0,10 км², а населення станом на 2021 рік складало 295 осіб.

## Галерея

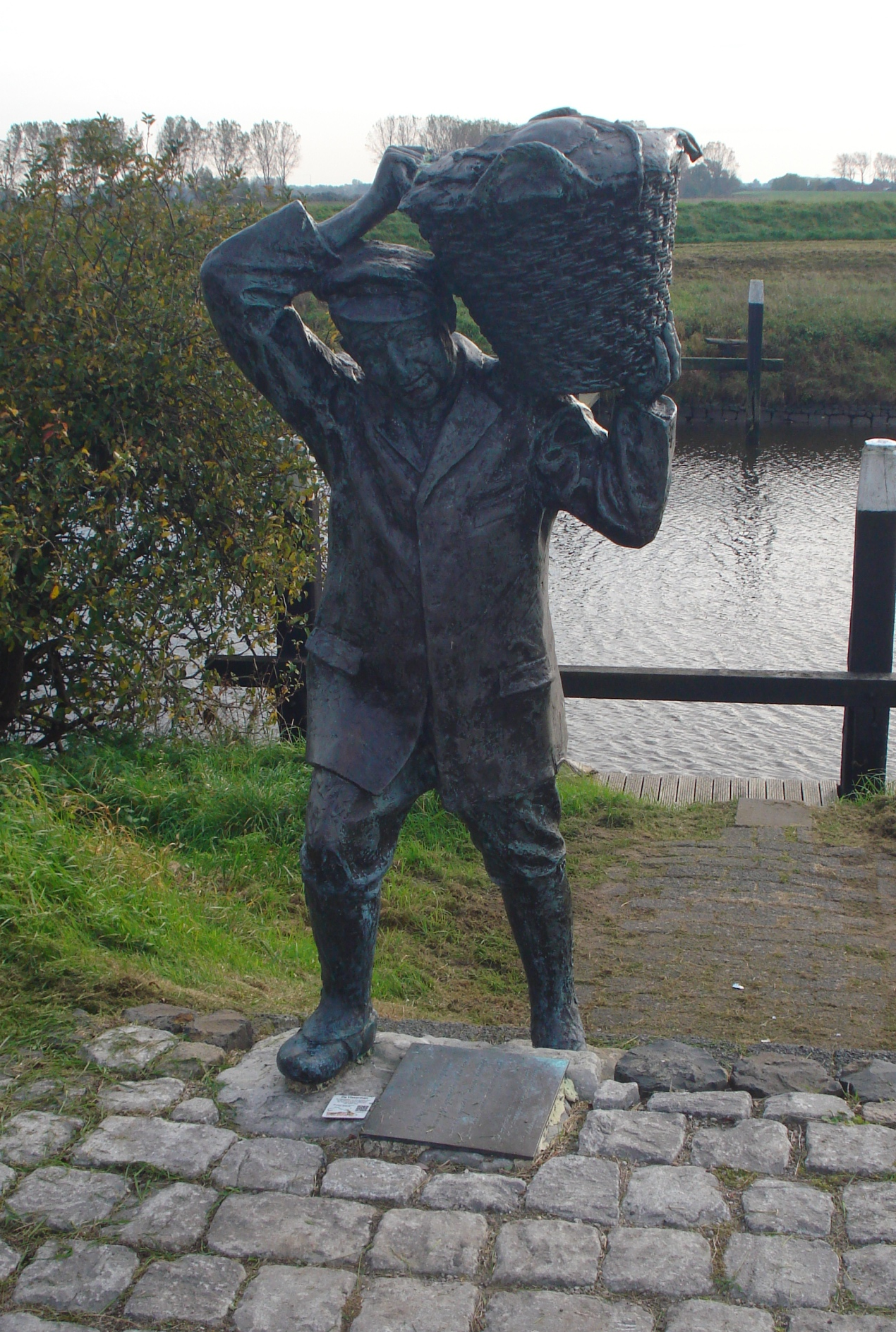
Статуя рибака